# Поместна църква
Поместна църква или поместна православна църква в православието е административно отделна църковна организация, обособена на територията на отделна държава или провинция. Поместните православни църкви образуват общата съборна вселенска (католическа) Православна църква и са част от нея.
Терминът „поместна православна църква“ канонично се прилага за автокефалните църкви, но често с него популярно се означават също автономните и непризнатите православни църкви.